# Sabráž

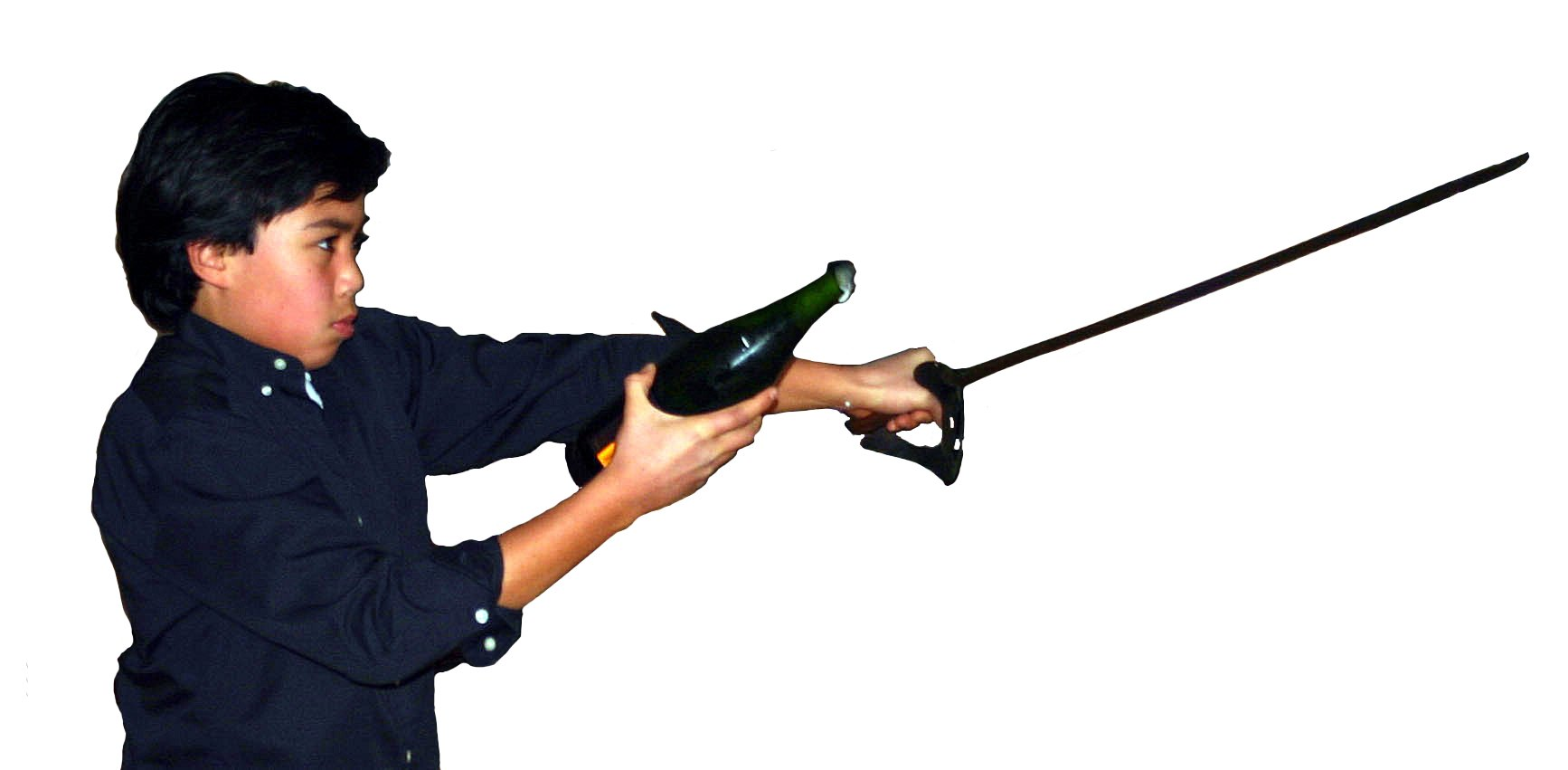
Sabráž, otvírání láhve šampaňského šavlí

Sabráž či sabrage je technika otvírání láhve šampaňského šavlí. Tento neobvyklý způsob se používá při slavnostních příležitostech. V podstatě se jedná o uražení konce hrdla láhve.
Sek šavlí je veden po láhvi v místě švu směrem k hrdlu, tak aby ostří narazilo na skleněný nákružek na jeho konci. Síla úderu pak v tomto místě odlomí hrdlo láhve i se špuntem. Před sabráží se sekt vychladí na 3 – 5 °C, odstraní se drátěný košíček a asi 3 cm široký pruh staniolu v místě švu.

## Dějiny
Sabráž se ve Francii stala oblíbenou v období napoleonských válek, kdy se napoleonským důstojníkům otevřel přístup na celou řadu šlechtických usedlostí. Bylo to krátce po Francouzské revoluci a šavle byla zbraní obávané Napoleonovy jízdy (husarů). Vítězné tažení napoleonských armád Evropou jim dávalo řadu důvodů k oslavám, během nichž svými šavlemi otvírali láhve šampaňského. Ostatně Napoleon sám o šampaňském říkal: „Vítězstvím si ho zasloužíme, při porážce ho potřebujeme.“
Podobné kousky bývaly údajně zvykem i na oslavách pořádaných carskými důstojníky.

## Postup
K efektnímu otvírání láhve šampaňského při slavnostních příležitostech se používá šavle, mačeta nebo velký nůž.
Také tato technika má své zákonitosti, jichž je třeba se držet. Především je nutné mít na zřeteli, že ne s každou láhví šumivého vína lze provést sabráž.
- Tlak v láhvi musí být alespoň 3 atmosféry (většina kvalitních šumivých vín, všechna šampaňská). Pokud by v láhvi nebyl dostatečný tlak, nemusela by se sabráž podařit, protože tlak nebude stačit k odstřelení hrdla.
- Tradiční tvar láhve s jasně viditelným švem a s hrdlem dostatečně ohraničeným skleněným nákružkem.
- Láhev šampaňského se ponechá chladit nejméně po dobu 24 hodin na teplotu asi 3–5 °C. Pokud není láhev správně vychlazená, může při provádění sabráže dojít k její explozi. Studené víno také lépe drží oxid uhličitý, čímž se sníží ztráty vína.

### Vlastní sabráž sestává z následujících kroků
- Vybere se těžká šavle s co nejkratším ostřím, mačeta či velký kuchyňský nůž. Popravdě sabráž lze provést i hranou robustnějšího podstavce sklenky na šampaňské.
- Šavle, mačeta či nůž se uchopí do jedné ruky. Aby se uchránilo ostří, používá se často tupá hrana zbraně.
- Láhev se uchopí levou rukou (praváci) za spodek, palec se pro větší bezpečnost vsune do prohloubeniny ve dně, a láhev se drží v úhlu asi 40 stupňů. Odstraní se drátěný košíček (agrafa), najde se šev láhve, jenž se táhne od hrdla ke dnu, a v místě švu se odstraní asi 3 cm široký pruh staniolového krytu.
- Ruka držící láhev se plně natáhne a pravou rukou (praváci) se plynulým rázným sekem zbraně přejede po hrdle láhve v místě švu až k rozšířenému nákružku na konci hrdla. Úder urazí konec hrdla láhve, který i se špuntem odletí pryč. Sek nemusí být veden ani příliš rychle, ani obzvláštní silou. Důležitá je plynulost pohybu.

### Bezpečnost
- Konec hrdla láhve se špuntem má ostré hrany, a proto může být nebezpečný. Láhví je proto třeba vždy mířit mimo lidi a zvířata – na bezpečné místo, kde nehrozí ani škody na majetku, jež by tento projektil mohl způsobit.
- Sek šavlí, mačetou či nožem stačí vést jen po délce láhve, aby nedošlo k poranění ruky, která ji drží.
- Japonská katana či wakizaši jsou pro sabráž nevhodné – tvrzené ostří čepele se může při nárazu otupit, zadní část (mune) má trojúhelníkový profil a při seku spíše hrdlo přeskočí. Evropská šavle má tupou hranu pro sabráž vhodnější.
- Pozor, láhev, na níž byla neúspěšně provedena sabráž, bude křehčí než obvykle, a je s ní proto třeba zacházet se zvýšenou opatrností.
- Proud šampaňského, jenž po sabráži vystříkne z láhve, by měl spolehlivě vyplavit všechny případné střepy. Vhodné je mít připravenou sklenku k jeho bezpečnému zachycení.

## Fyzika sabráže
V láhvi šampaňského bývá poměrně značný tlak. Dříve tyto láhve často při manipulaci praskaly, a proto museli jejich výrobci přikročit k zesílení jejich stěn, aby dokázaly udržet tlak, který vzniká uvolňováním CO2 při fermentaci neboli kvašení. Vnitřní tlak v láhvi typického šampaňského dosahuje kolem 6 atmosfér (0,6 MPa). Průměr hrdla činí 1,8 cm, takže na špunt působí síla asi 16 kg.
Nákružek na konci hrdla je místem zvýšeného pnutí, stejně tak šev po její délce. V místě, kde se nákružek a šev setkávají, se toto pnutí násobí, a proto je zde láhev zhruba o polovinu křehčí než na hladkých plochách. Úder šavle na toto slabé místo vytvoří trhlinu, která se sklem rychle šíří podporována pohybovou energií šavle a tlakem v láhvi. Jakmile oddělí konec hrdla od zbytku láhve, vystřelí kombinovaná síla vnitřního tlaku CO2 a úderu šavle konec hrdla láhve se špuntem na vzdálenost, jež obvykle činí 5 – 10 metrů.

## Rekord
Na 12. mezinárodním nápojovém veletrhu Víno & Destiláty 2009 na pražském Výstavišti se 28. dubna 2009 podařilo překonat rekord v počtu účastníků sabráže a počtu jimi otevřených láhví. Pokusu o rekord se účastnilo celkem 44 osob a celkový počet správně useknutých vršků láhví byl 76. Dosavadní rekord činil 35 zúčastněných osob a 30 správně useknutých láhví.
Rekord byl opakovaně překonán, v červnu 2016 bylo v italském Santo Stefano Belbo otevřeno sabráží 623 lahví najednou.